# Bronnen (Salgen)
Bronnen ist ein Ortsteil der oberschwäbischen Gemeinde Salgen.

## Geographie
Das Kirchdorf Bronnen liegt etwa einen Kilometer nördlich von Salgen und ist über eine Gemeindestraße mit dem Hauptort verbunden. Am östlichen Ortsrand fließt die Östliche Mindel. Durch den Ort verläuft die Kreisstraße MN 11.

## Geschichte
Bronnen wurde 1292 erstmals urkundlich erwähnt. Mindelheimer Klosterfrauen schenkten mit dieser Urkunde dem Augustinerkloster Mindelheim einen Hof. Im Jahre 1301 verzichtete Swigger von Mindelberg auf ein Gut. Dieses wurde ihm zuvor von seinem Stammvater der Kirche von Steingaden übergeben. Gerichtlich gehörte das Dorf zu Salgen. Das Kloster Steingaden, das Kloster Ursberg und das Kloster Roggenburg hatten im Ort Eigentum. 1382 verkaufte Dyet Frik von Dachsberg zu Haymenegg einen Hof an Friedrich von Teck. Der Memminger Bürger Hans Lur und seine Frau Else verkauften ihren Hof und zwei Sölden 1425 ebenfalls an Urlich von Teck. 1426 erwarb Ulrich von Teck den Lehenshof der Brüder Veit und Jörg Smieher zu Helmishofen. Ursberg verkaufte den sogenannten Ursberger Hof 1446 an den Frühmeßner Nikolaus Bairschmid von St. Silvester zu Mindelheim. Das Kloster Roggenburg verkaufte 1447 seinen Hof an Eberhard Rys von Bronnen, der ihn 1460 an das Spital zu Mindelheim weiterveräußerte.   Die St. Sebastiansbruderschaft zu Mindelheim erhielt sechs bis sieben Gulden aus dem Flachszehnt der Bronner Felder. Zwölf Fastnachtshennen wurden 1467 an die Herrschaft Frundsberg zu Mindelheim geliefert. Um 1800 gab es in Bronnen 31 Anwesen. Am 1. September 1965 wurde die Schule in Bronnen geschlossen. Am 1. Mai 1978 wurde Bronnen (mit Bronnerlehe) im Rahmen der Gebietsreform nach Salgen eingemeindet.

## Religion
Bis 1883 war Bronnen eine Filiale von Pfaffenhausen und wurde mit Erhebung von Salgen zur Pfarrei der Pfarrei Salgen zugeschlagen. Die katholische Filialkirche St. Michael wurde Ende des 17. bis Mitte des 18. Jahrhunderts erbaut und mit qualitativ hochwertiger Ausstattung versehen.